# Соловій Христина Іванівна
Христи́на Іва́нівна Солові́й (нар. 17 січня 1993, Дрогобич, Львівська область, Україна) — українська співачка та авторка-виконавиця пісень лемківського походження. Пісні співає українською та лемківською мовою. Пише та співає власні пісні здебільшого у жанрі поп і а капела та виконує лемківські народні пісні у аранжуванні, більшість яких були випущені у альбомі «Жива вода». Продюсером Христини був Святослав Вакарчук до 2023 року.
Також Христина Соловій писала пісні для фільмів: «Стежечка» стала офіційним саундтреком до фільму «Крути 1918» та три пісні були написані спеціально для 3D-анімаційного фільму «Мавка. Лісова пісня».
Її відеокліп на пісню «Тримай» увійшов до списку найпопулярніших українських музичних відео на ютубі, отримавши понад 54 млн переглядів та зробивши співачку призеркою на премію «YUNA» (2016) в номінації «Культура і Музика».

## Дитинство
Христина Іванівна Соловій народилася 17 січня 1993 року в Дрогобичі в родині хорових диригентів. Батьки співачки познайомилися у Львівській національній музичній академії імені Миколи Лисенка.
Олександра Стефанівна Соловій, мати співачки, викладає хор у старших класах Дрогобицької музичної школи. Батько, Іван Володимирович Соловій, був державним службовцем у відділі культури Дрогобицької міської ради. Бабуся, Ольга Євгенівна Скробало, упродовж тривалого часу працювала керівником ансамблю бандуристів. Але з народженням онука (Євгена Соловій), а потім й онуки, пішла на пенсію, щоб присвятити себе вихованню дітей. Вона неодноразово заспівувала онукам старовинних галицьких пісень, розповідала українські казки та легенди. Часто й сама складала пісні та вірші, трохи грала на фортепіано.
В 11-річному віці Христина дізналася, що має на чверть лемківське походження. Цьому посприяло прослуховування пісні «Под облáчком» версії Анички Чеберенчик, що вплинуло на подальше світосприйняття та музичний смак виконавиці.
У 2011 році Христина Соловій закінчила музичну школу по класу фортепіано. Після переїзду з родиною до Львова ще три роки проспівала в хорі «Лемковина». Віковий діапазон учасників становив 50—80 років, тоді як Христині було всього 17. Участь у колективі дуже вплинула на затвердження її як особистості. Співачка разом з хором почала їздити на український фестиваль «Лемківська ватра». Там вона усвідомила, що «Лемківщина залишилася в історії. Що є люди, в свідомості і пам'яті яких вона існує. Вони бережуть її традиції».
Батьки ніколи не наполягали, аби діти займалися лише музикою. Тому брат закінчив Львівську політехніку, а Христина — філологічний факультет Львівського національного університету імені Івана Франка.

## Музична кар'єра

### 2013—2014: Дебют на телебаченні та початок музичної кар'єри
2013 року у виконанні Христини Соловій пролунала лемківська пісня «Горе долом ходжу» на телевізійному пісенному конкурсі «Голос країни» в Україні. Після виступу співачка потрапила в команду до українського продюсера Святослава Вакарчука. 20-річна дівчина підкреслила, що ніколи не співатиме російську поп-музику та відмовиться від участі в проєкті, якщо тільки Тіна Кароль чи Олександр Пономарьов повернуться до неї. Христина дійшла до півфіналу конкурсу.
|                    | Моє життя змінилося повністю в тому сенсі, що я відчула: напевно, все ж таки я повинна займатися музикою. Коли стільки людей повірили в мене після одного ефіру, мені здалося, що було б дуже нерозумним відмовлятися. Хоча я ніколи не уявляла, що буду давати концерти, виступати на сцені з мікрофоном сама… |
| — Христина Соловій | |

Завдяки конкурсу Соловій почала працювати зі Святославом Вакарчуком, випустивши одразу ж декілька кліпів на власні слова та музику.

### 2015—2017:Жива вода, «Хто як не ти» та перша популярність

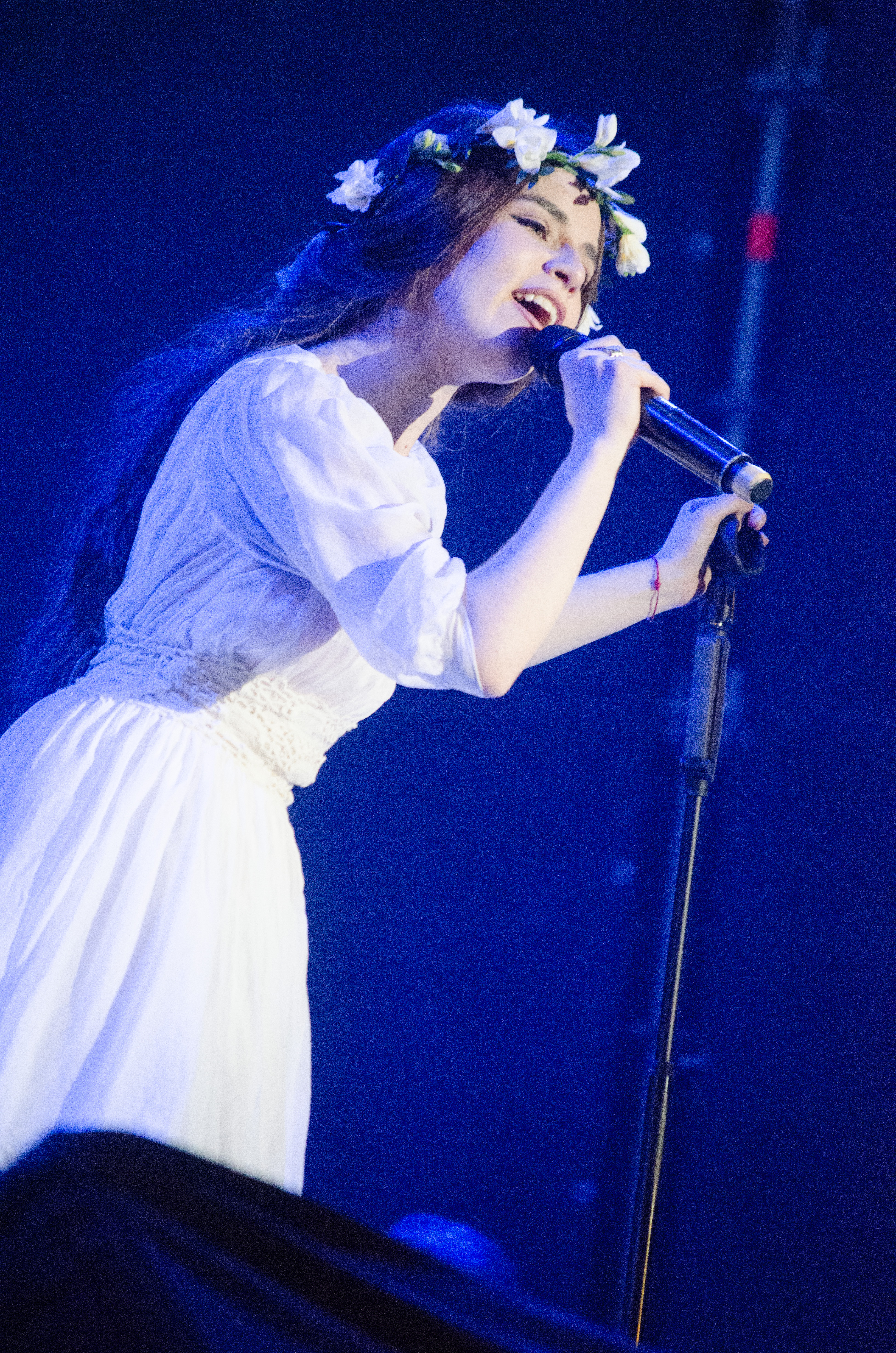
Христина Соловій у 2016 році

22 вересня 2015 року на фестивалі «ГогольFest» відбувся реліз дебютного альбому Христини Соловій «Жива вода». Він складається з 12 пісень, дві з яких — «Тримай» і «Синя пісня» — написала сама співачка. Решта ж десять — це українські народні композиції в авторській адаптації Святослава Вакарчука.
Альбом увійшов до рейтингу ТОП-10 найкращих альбомів 2015 року і ТОП-12 найкращих українських альбомів 2015 року. Христина зізналася, що кожна народна пісня що ввійшла до альбому в певний період була емоційним сплеском для неї, та більшість з них вона співала в народному ансамблі «Лемковина», але «довго виношувала мрію дати цим пісням нове дихання, щоб їх знали та співали молоді люди».
Запис альбому проходив у Києві, на студії «ЗвукоЦех». Милош Єлич та Святослав Вакарчук стали саунд-продюсерами альбому.
Перший авторський кліп Христини на пісню «Тримай» викликав неабиякий ажіотаж на просторі інтернету. За декілька днів під відео-роботою стояв показник в 1 млн переглядів на ютубі. Другий кліп на лемківську пісню «Під облачком» в березні 2016 року досяг 1 мільйона переглядів за 5 місяців після прем'єри.
Кожен музичний відеокліп Соловій набирає по кілька мільйонів переглядів, в той час як кліп на пісню «Тримай» перевищив позначку в 54 мільйони. Цікаво, що твір з'явився майже одразу ж після першого ефіру «Голосу країни».

### 2018—2020:Любий друг, «Fortepiano», «Шкідлива звичка» та «Стежечка»

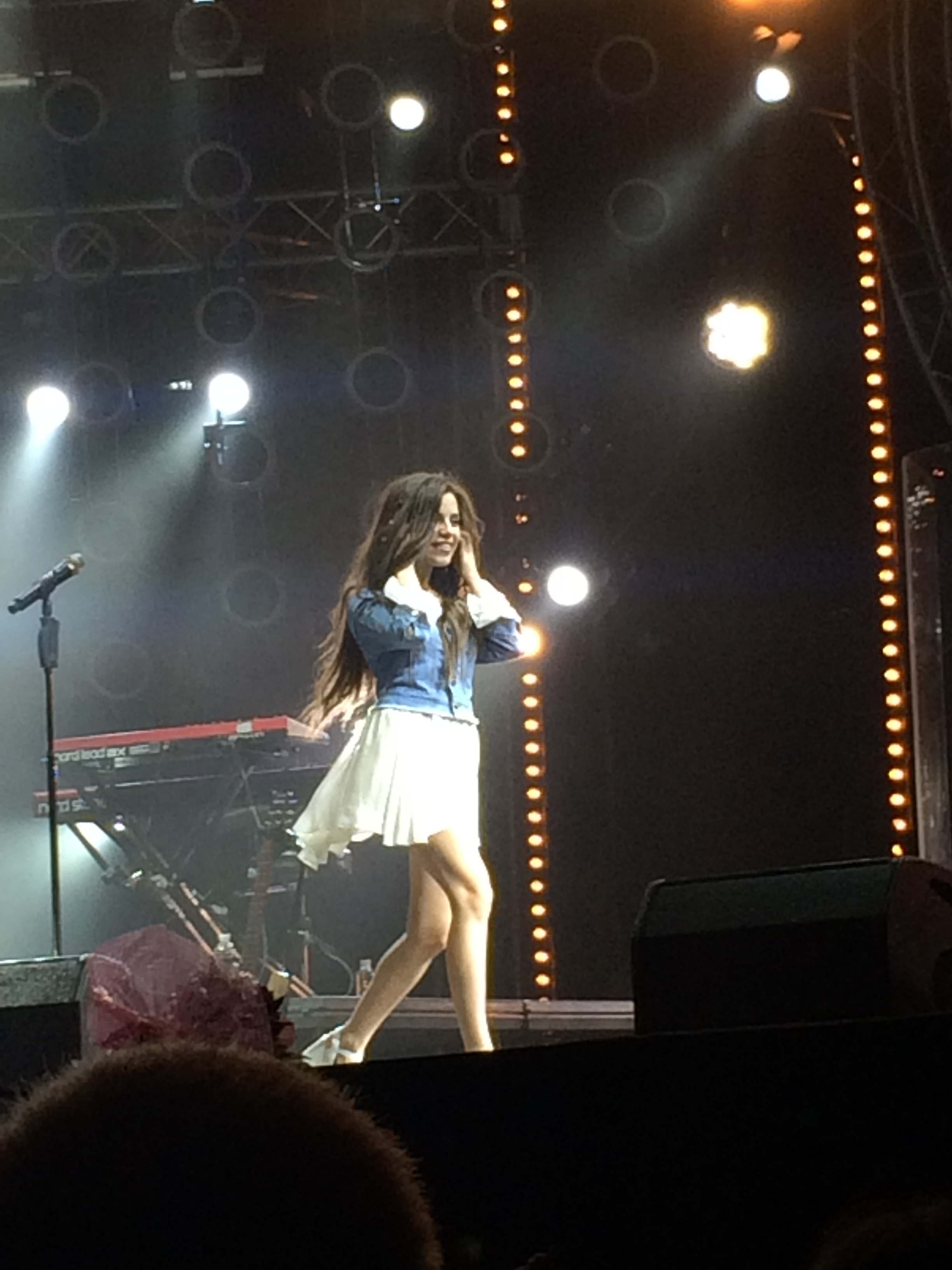
Христина Соловій виступає на фестивалі Atlas Weekend, 2018 рік

26 жовтня 2018 року Христина випустила новий альбом «Любий друг». Він майже повністю складається з авторських пісень, натхненних особистими сповідями та спогадами співачки. Виняток — народна композиція «Оченька мої чорні». Вперше вихід авторського збірника було анонсовано ще восени 2016 року.
В альбом увійшло 11 пісень, три з яких було випущено окремими синглами — «Хто, як не ти», «Fortepiano» і «Шкідлива звичка». Альбом увійшов до рейтингу ТОП-18 найкращих українських альбомів 2018 року.
Христина сама стала авторкою слів та музики до альбому. Музика в піснях «Шкідлива звичка» і «Про Весну» була написана в співавторстві з братом, Євгеном Соловій. Не обійшлося в альбомі й без авторської адаптації Соловій до творів інших авторів. Пісня «Океан» — це переклад і адаптація вірша «memento море» Марії Кевліной, «Стежечка» — вірші Івана Франка («Отсе тая стежечка»), «Оченька мої чорні» — народна буковинська пісня. У створенні «Любого друга» також брав участь і Милош Єлич.

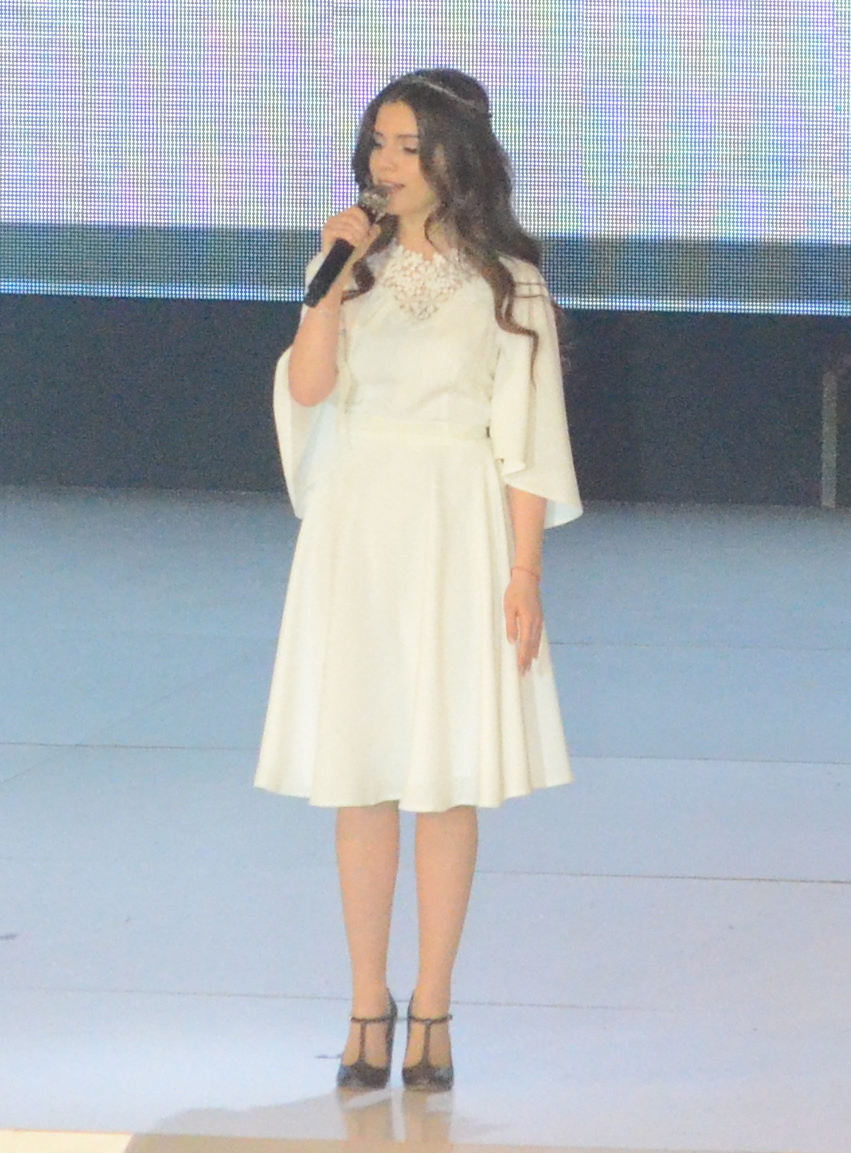
Христина Соловій виступає на параолімпіаді 2018 року для українських спортсменів

У 2018 році композиція «Стежечка» (на слова Івана Франка у авторській адаптації виконавиці) з другого альбому «Любий друг» стала офіційним саундтреком українського історичного екшену «Крути 1918». Однойменний кліп, який побачив світ 22 січня 2018 року, складається з кадрів з фільму та окремо відзнятих планів з самою Христиною. Режисером відеоролику, як і фільму, виступив Олексій Шапарєв. Христина заявила, що «композиція була написана приблизно п'ять років тому, а її текст взагалі з минулого століття. Це дуже хвилююче, що саме в День соборності України їм судилося зійтися в єдиному часі та просторі, ставши супроводом фільму „Крути 1918“». У кінострічці, окрім «Стежечки», пролунала ще одна композиція у виконанні Христини з репертуару групи «Океан Ельзи» — «Холодно».
|                                                 | Коли ми думали над музичною концепцією стрічки, зрозуміли, що в чоловічій історії нам вкрай необхідний жіночий голос, який би посилив драматургію. І першою, хто прийшла в голову, стала Христина Соловій, душа сучасної української пісні. Ми, творці фільму, радіємо, що в нас вийшла така плідна співпраця |
| — Продюсер фільму «Крути 1918» Андрій Корнієнко | |

2019 року в продаж надійшов обмежений тираж CD-дисків альбому. Дизайном компакт-диска займалися Андрій Балан, Павло Литвиненко (один з саунд-продюсерів альбому) і Антон Песоцький. Христина зазначила, що намагалася, аби музика на диску мала «ностальгічний і чуттєвий саунд, з теплим, літнім настроєм». Море є наскрізним образом у багатьох піснях, тому на ньому був зроблений акцент на обкладинці.
Сингл «Fortepiano», який найбільше розкриває звучання альбому, зібрав понад 12 мільйонів переглядів на ютубі.

### 2021:Rosa Ventorum
Після перерви зі сцени Христина Соловій випустила сингл «Юність», який згодом увійшов до третьої частини альбому Rosa Ventorum. Одну з головних ролей у кліпі на пісню зіграв Сергій Жадан.
|                    | Моя пісня про те, що українська культура — це супер сексі і її хочеться не тому, що патріотизм чи так навчили, а саме тому, що вона сильна і зваблива |
| — Христина Соловій | |

28 травня 2021 року Христина випустила першу частину свого третього студійного альбому Rosa Ventorum I, назва якого з латинської мови перекладається як «троянда вітрів». За її словами, назву альбому вона обрала спонтанно під час фотосесії. Планувалося, що Rosa Ventorum буде включати чотири EP-частини як чотири сторони світу, на які відсилає «троянда вітрів». Перша частина Rosa Ventorum включає 8 треків, з яких 4 пісні «Втікала», «Краще мови», «Губи у вині», «Коала» та 4 інші — інструментальні версії тих же пісень.
Після альбому Rosa Ventorum I вийшов міні-альбом Rosa Ventorum II 12 листопада 2021 року. До нього увійшло 4 треки: «Осінь», "Дівчинка «Метелики в голові» та кавер на «Les Goémons» і «До краю».

### 2022—дотепер: Лісова пісня таRosa Ventorum I—II
15 березня 2022 року, після початку російського вторгнення в Україну, Христина заспівала кавер на італійську антифашистську народну пісню Bella Ciao. Її було перекладено українською мовою та перефразовано від антифашистської пісні на пісню проти російського вторгнення та окупації України.
У березні 2023 року Христина написала три пісні для 3D-мультфільму українського фентезі «Мавка: Лісова пісня». Про це вона заявила:
| Коли я отримала запрошення від продюсерів написати саундтрек до мультфільму "Мавка. Лісова пісня", я одразу дуже зраділа і мені дуже важливо було бути в цьому співтворцем. "Лісова пісня" Лесі Українки — це моя настільна книга з дитинства [...] і взагалі образ Мавки мій улюблений в українській міфології в українському бестіарії. Я мала мрію бути причетною до створення нової культурної спадщини України, яка є по суті триб'ютом Лесі Українки |
20 жовтня 2023 року Христина записала спільний кліп «Серце» з гуртом Жадан і Собаки, який знімали у локаціях Львову, зокрема у церкві святого Андрія Первозванного.
15 грудня 2023 року Христина Соловій випустила невеликий альбом «Різдвянії сни», до якого входять пісні «Народився Бог на санях», «В зеленім ліску», «Маланка» та «Ци дома дома білий молодче». У 2024 році вона випустила два сингли «Камертон», «Кучерики» та третю частину Rosa Venturum III.
19 грудня 2024 Христина Соловій разом з Володимиром Дантесом випустили дуетну роботу «Дівчино мила», прем’єра якої відбулася на сольному концерті 4 грудня у МЦКМ «Жовтневий». Пісня є сучасним прочитання пісні «Прилетіла ластівочка» українського гурту ВІА «Смерічка».

## Артистизм

### Музичний стиль
Українські музичні критики вважають Христину Соловій українською фольк, фольк-рок, поп, інді-поп, дрим-поп, поп-рок співачкою й авторкою пісень, а також поп-фольком нового покоління. Сама співачка заявляє, що їй важко визначити жанри власних пісень, але їй вони здаються «відвертою альтернативою» традиційній поп-музиці України через більшу кількість електроніки в піснях, що за її словами додало «простору і атмосферності».

### Вплив
З самого початку своєї кар'єри Христина не приховувала, які групи та виконавці вплинули на її творчий розвиток. Зокрема такі як Серж і Шарлотта Генсбур, Земфіра, Квітка Цісик, група «Океан Ельзи», Ніна Матвієнко, Руслана, гурт «Queen», хор Верьовки, ВВ, «Бумбокс». Періодично співачка повертається до улюбленого режисера Ларса фон Трієра. «Я дуже переймаюся ним, захоплююся його особистістю, читаю біографію, а потім думаю: „Все, вистачить цього мраку“», — згадує Соловій.

## Інциденти

### Конфлікт з церквою

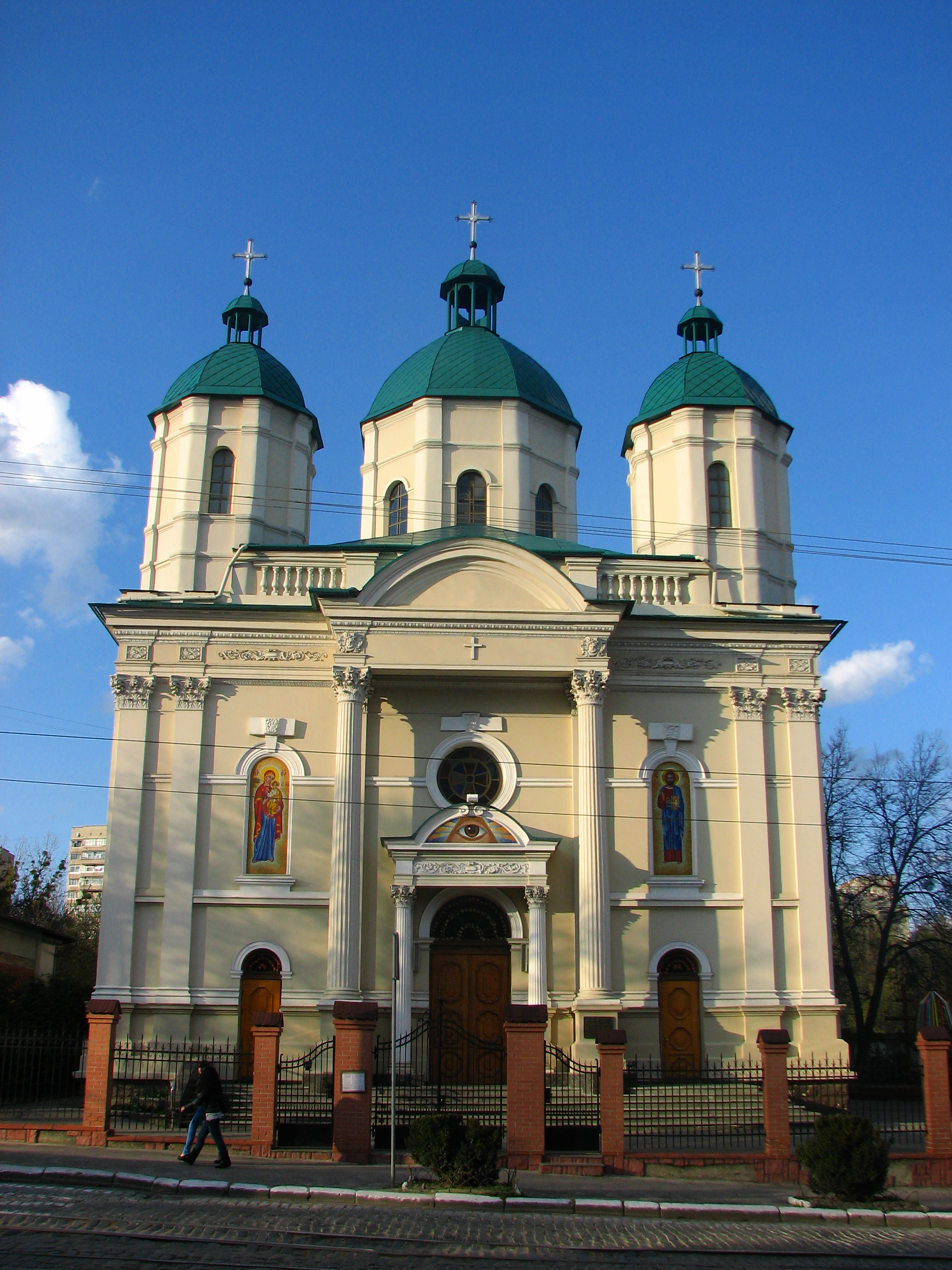
Церква у якій знімали кліп «Серце»

20 жовтня 2023 року Христина Соловій разом із гуртом Жадан і Собаки випустили спільний кліп «Серце», який знімали зокрема у Львівській греко-католицькій церкві святого Андрія Первозванного зі згоди священників. Там Христина сиділа у червоній сукні на троні у центрі храму, а інша частина кліпу містить зняту за межами костелу одну сцену з поцілунком двох жінок. Після виходу кліпу священники парафії святого Андрія отців Василіян у Львові обурилися на показані у кліпі поцілунки жінок та попросили видалити відео з соцмереж через «пропаганду антихристиянських цінностей». Представники парафії опублікували звернення на своїй сторінці у фейсбуці, яке пізніше видалили. Щодо кліпу отець Юстин Бойко Львівської Архиєпархії УГКЦ записав відеозвернення, на якому зазначив:
Момент, у якому дві дівчини цілуються, вочевидь, є "натяком на те, що любов різнобічна". Тобто це пряма символічна підтримка ЛГБТ ідеології, показана "любов" двох дівчат, і то - любов, яка є лесбійською [...] Мораль, яку ви несли через виконання цього кліпу, суперечить християнській моралі.
Після скандалу парохома церкви де зняли кліп отця Михайла Лучкова усунули від виконання обов'язків, не встановивши його зв'язок із кліпом. Ще до виходу пісні Христина Соловій і Сергій Жадан прокоментували кліп у шоу 20-23, де зазначили, що вони передбачали галас, який викликає це відео, і додали, що «жодного святотатства» у цій роботі не закладено.
Згодом у інтерв'ю з Марією Євросиніною Христина наголосила, що попри скандал, вона «ні про що не шкодує», і заявила, що вірить, що колись церква переоцінить цей кліп, але це станеться точно не зараз, бо «у нас [в Україні] проблема з критичним мисленням, скільки ти не пояснюй, скільки не давай контекстів, проти їхніх переконань не попреш».

### Порушення авторського права
11 січня 2024 року пісню «Тримай» з перекладеним і дещо зміненим текстом без дозволу використали у виступі Тетяни Навки на ковзанах в Росії. Христина Соловій назвала це привласненням культурної спадщини і прагне знайти винних у використанні її пісні.

### Судова справа проти Христини Соловій
26 липня 2024 року в Чорноморську Христина Соловій взяла участь у фестивалі «Виделкаfest», де на запитання, чи подобається їй попередня назва міста «Іллічівськ», вона відповіла, що попередня назва — це «повна хуйня». За це її звинуватили у «дрібному хуліганстві» та «нецензурну лайку в громадських місцях, образливе чіпляння до громадян та інші подібні дії, що порушують громадський порядок і спокій громадян». Пізніше по цій справі 27 вересня 2024 року відбулося судове засідання, за результатами якого суд виправдав співачку та не зміг встановити складу злочину за нецензурну лайку на фестивалі в Чорноморську 26 липня.

## Особисте життя
У 2022—2023 роках Христина Соловій мала роман із Сергієм Жаданом, який хотіла щоб публіка розцінювала як «творчу співпрацю». За її словами, вони вперше познайомилися коли він запросив її на інтерв'ю Радіо НВ у листопаді 2021 року. «Але зрештою я закохалася [в іншого чоловіка] і все сталося, як сталося», — поділилася Соловій.
Наразі співачка зустрічається з чоловіком, ім'я якого не називає.

### Любов до літератури
У 2009 році Христина Соловій вступила до філологічного факультету на спеціальність «Літературна критика», бо хотіла міцно пов'язати своє життя з літературою. Навчання в ЛНУ, як і сам переїзд до Львова, дуже вплинули як на розвиток особистості Христини, так і на її рівень самосвідомості. Улюблені лектори — Ірина Старовойт (історія світової літератури) і Ростислав Чопик (історія української літератури).
З першого ж курсу Соловій потрапила до кола львівського богемного середовища. Серед близького оточення співачки були талановиті поети, письменники, перекладачі, актори та художники. Перебуваючи в такому колективі, Христина неодноразово відвідувала могилу улюбленого поета на Янівському цвинтарі — Богдана-Ігоря Антонича (колишнього студента ЛНУ). Саме там з вуст співачки вперше пролунали лемківські пісні у вузькому колі однодумців.

### Ставлення до релігії
Христина Соловій виросла у дуже релігійній родині, і колись була в Ордені Святої Філомени, де повинна була молитися 36 разів на день. Також вона прожила два роки із тіткою-свідком Єгови, після чого стала атеїсткою. «А потім я так втомилась і подумала: "А що буде, якщо я не помолюся?". Ну і нічого не сталося», — згадувала Соловій. У цьому їй впевнитися допоміг роман «Код да Вінчі» який вона читала, коли всі захоплювалися Гаррі Поттером.

## Соціальний активізм
У 2018 році співачка підтримала гуманістичну ініціативу «UAnimals» та з'явилася на червоній доріжці національної кінопремії «Золота дзиґа» в футболці «Цирк без тварин». Після цього на офіційній сторінці у фейсбуці виконавиця звернулася із закликом до заборони подібної діяльності.
|                    | Зізнаюся, ще в минулому році я навіть не здогадувалася про існування цих жахливих катівень для тварин. Воно й не дивно, тому що в XXI столітті складно навіть уявити подібну жорстокість. Прямо зараз по всій Україні продовжують працювати безліч подібних приміщень, де мисливських собак навчають відстежувати і вбивати тварин |
| — Христина Соловій | |

Виконавицю завжди надихала та захоплювала зоозахисна діяльність Бріжіт Бардо. У тому ж році Христина приєдналася до акції в підтримку українського режисера Олега Сенцова, незаконно засудженого в Росії.

### Російсько-українська війна
З початком російського вторгнення в Україну у 2022 році Христина Соловій почала виступати на багатьох концертах за кордоном, де станом на 27 серпня 2022 року зібрала €106 тис. на ЗСУ за підрахунками журналу Forbes Україна.
Христина була у Львові під час російського ракетного обстрілу 6 липня 2023 року. Після атаки вона записала відео, в якому поділилася подробицями свого самопочуття після нічного жаху, де також закликала українців не припиняти надсилати донати на ЗСУ.
|                                             | Весь двір встелений уламками скла з вікон. Але дітвора вже грається на майданчику. І я також прихожу трошки до тями |
| — Христина Соловій після ракетного обстрілу | |

## Критика
В цілому, альбом „Жива вода“ заслуговує на той же відгук, який директор лейблу „Nova Records“ Валерій Тверській залишив колись до альбому „Янанебібув“ групи „Океан Ельзи“: „Нічого зайвого“. Дванадцять треків альбому можна легко прослухати на одному диханні — і з задоволенням відразу ж включити на repeat

Антон Бессонов («Тім Талер»)
«СЛУХ Медіа» про її альбом Любий друг:
| Альбом „Любий друг“ — це збірка прекрасних ліричних пісень. Тексти Христини Соловій безумовно зачіпають за серце та душу, адже вони написані для того, щоб знайти відгук у слухачів |

## Премії
| Рік  | Номінація    | Категорія           | Результат | Примітки      |
| ---- | ------------ | ------------------- | --------- | ------------- |
| 2015 | Стартап року | Культура і музика   | Перемога  |               |
| 2016 | YUNA         | Найкращий відеокліп | Перемога  | кліп «Тримай» |
| 2017 | # Селекція   | Вибір публіки       | Перемога  |               |
| 2019 | YUNA         | Краща виконавиця    | Призер    |               |

- У 2015 році радіо «Аристократи» нагородили Христину Соловій як кращий «Стартап року» в номінації «Культура і музика»[61].
- У 2016 році на музичній премії «YUNA Music Award for Discovery of the Year» Христина отримала нагороду в номінації «Найкращий відеокліп» за музичний кліп до пісні «Тримай». Також співачка виступала й в рамках церемонії нагородження[62].
- У 2017 році отримала нагороду «Вибір публіки» на музичній премії «# Селекція» від радіостанції «Джем ФМ». Голосування проходило на сайті Radioclub[63].
- У 2018 році за версією журналу «Фокус» увійшла до рейтингу «100 найвпливовіших жінок»[64] та «100 найвпливовіших українців»[65].
- У 2019 році на музичній премії «YUNA» Соловій була номінована як «Краща виконавиця» поряд з такими співачками як Джамала, Настя Каменських, TAYANNA і Оля Полякова[66].

## Дискографія

### Студійні альбоми
- Жива вода (2015);
- Любий друг (2018);
- Rosa Ventorum I (2021);
- Rosa Ventorum II (2021);
- Різдвянії сни (2023);
- Мавка: Лісова пісня (2023);
- Rosa Venturum III (2024).

### Сингли
- «Тримай» (2015);
- «Синя пісня» (2015);
- «Хто, як не ти?» (2016);
- «Fortepiano» (2017);
- «Шкідлива звичка» (2018);
- «Стежечка» (2018);
- «Холодно» (2019, кавер-версія);
- «Коала» (2020);
- «Втікала» (2021);
- «Українська лють» (2022);
- «Я твоя зброя» (2022);
- «Юність» (2022);
- «Подзвонити мамі» (2023);
- «Камертон» (2024);
- «Кучерики» (2024).

### Колаборації
- Таксі (2021, з KALUSH);
- Біжи тікай (2021, з Саша Чемеров)
- Гобелен (2023, з Мертвий Півень);
- Серце (2023, з Жадан і собаки);
- Дівчино мила (2024, з Володимиром Дантесом).

## Музичні відео
| Рік  | Назва пісні       | Режисер(и)                           | Альбом            |
| ---- | ----------------- | ------------------------------------ | ----------------- |
| 2015 | «Тримай»          | Максим Ксьонда                       | Жива вода         |
| 2015 | «Под облачком»    | Яна Алтухова                         | Жива вода         |
| 2016 | «Хто, як не ти?»  | Андрій Бояр                          | Любий друг        |
| 2017 | «Fortepiano»      | Анна Бурячкова                       | Любий друг        |
| 2018 | «Шкідлива звичка» |                                      | Любий друг        |
| 2019 | «Стежечка»        | Олексій Шапарєв                      | Любий друг        |
| 2020 | «Коала»           | Павло Литвиненко                     | синґл без альбому |
| 2020 | «Втікала»         | DVIZHON                              | Rosa Ventorum I   |
| 2021 | «До краю»         | Олена Божко                          | Rosa Ventorum II  |
| 2021 | «Осінь»           | Олександр Кулак                      | Rosa Ventorum II  |
| 2022 | «Я твоя зброя»    | Юрій Катинський                      | сингл без альбому |
| 2022 | «Юність»          | Віктор Скуратовський                 | Rosa Ventorum III |
| 2023 | «Серце»           | Сергій Котляров                      | сингл без альбому |
| 2024 | «Камертон»        | Дмитро Грушківський, Катерина Томчук | Rosa Ventorum III |